# قصر نانساتش

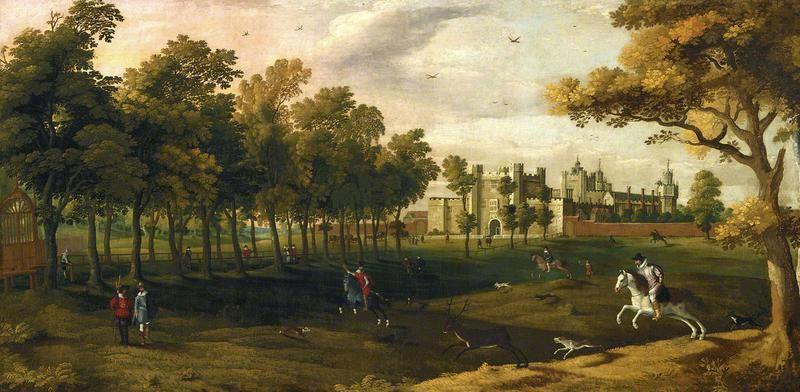
لوحة فنية للقصر

قصر ننساتش (بالإنجليزية: Nonsuch Palace)‏ كان أحد القصور الملكية لأسرة تيودور، بناه الملك هنري الثامن ملك إنجلترا في سري، إنجلترا. بني القصر عام 1538م، وتهدّم عام 1682م تقريبًا، وتقع أطلاله تقع الآن داخل منتزه نانساتش.